# تيوفيل توغي برغر
تيوفيل توغي برغر (بالفرنسية:  Étienne-Joseph-Théophile Thoré)‏ (المعروف باسم: Théophile Thoré-Bürger) (و.23 يونيو 1807 - 30 أبريل 1869) صحفي فرنسي، وناقد فني. اشتهر بإعادة اكتشافه لعمل الرسام يوهانس فيرمير.